# Magnolia championii
Magnolia championii este o specie de plante din genul Magnolia, familia Magnoliaceae, descrisă de George Bentham. Conform Catalogue of Life specia Magnolia championii nu are subspecii cunoscute.